# コルサコフ (サハリン州)
座標: 北緯46度37分28秒 東経142度46分48秒 / 北緯46.624331度 東経142.780037度

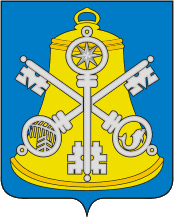
コルサコフ市の紋章

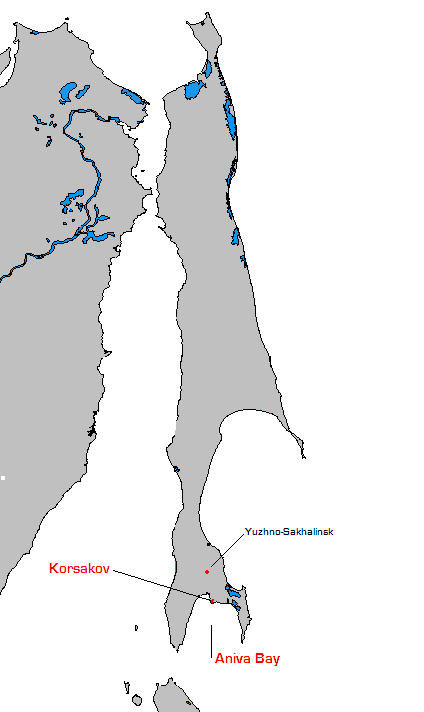
サハリン島とコルサコフの位置
ユジノサハリンスクの外港であることがわかる

コルサコフ（ロシア語：Корсаков, Korsakov, カルサーカフ）は、ロシア連邦が極東連邦管区のサハリン州の一部として実効支配している都市である。もとは、先住民族アイヌが暮らす土地であり、アイヌ語でポロアントマリ（大きな港）と呼んだ。日本語では日本統治時代の名称である大泊とも呼ぶ。樺太（サハリン）の玄関となる港湾都市である。

## 概説
人口32,860人（2014年）。ユジノサハリンスク（豊原）、ホルムスク（真岡）に次ぐ、サハリン州第3の規模の都市である。市の名称は、ロシアの東シベリア総督の名前に由来する。
1945年からは宗谷海峡 (Пролив Лаперуза, La Pérouse Strait) の制海権を巡ってソ連が日本と対峙する軍港都市であり、外国人の立ち入りが一切禁止されていた。しかし、ソビエト連邦の崩壊後は、所定の手続きをとれば誰でも自由に訪問できるようになり、1995年からは稚内との間に定期フェリー航路が開設されるなど、交流が活発化した。
市内には日本統治時代の遺構として、旧北海道拓殖銀行大泊支店、港湾の倉庫、中学校の奉安殿などが残存する。
2018年1月1日、ウラジオストク自由港法の一環として、8日までの電子ビザの発給がコルサコフ港で行うことが出来るようになった。
稚内・コルサコフ定期航路は、2019年から休止となっている。

## 気候

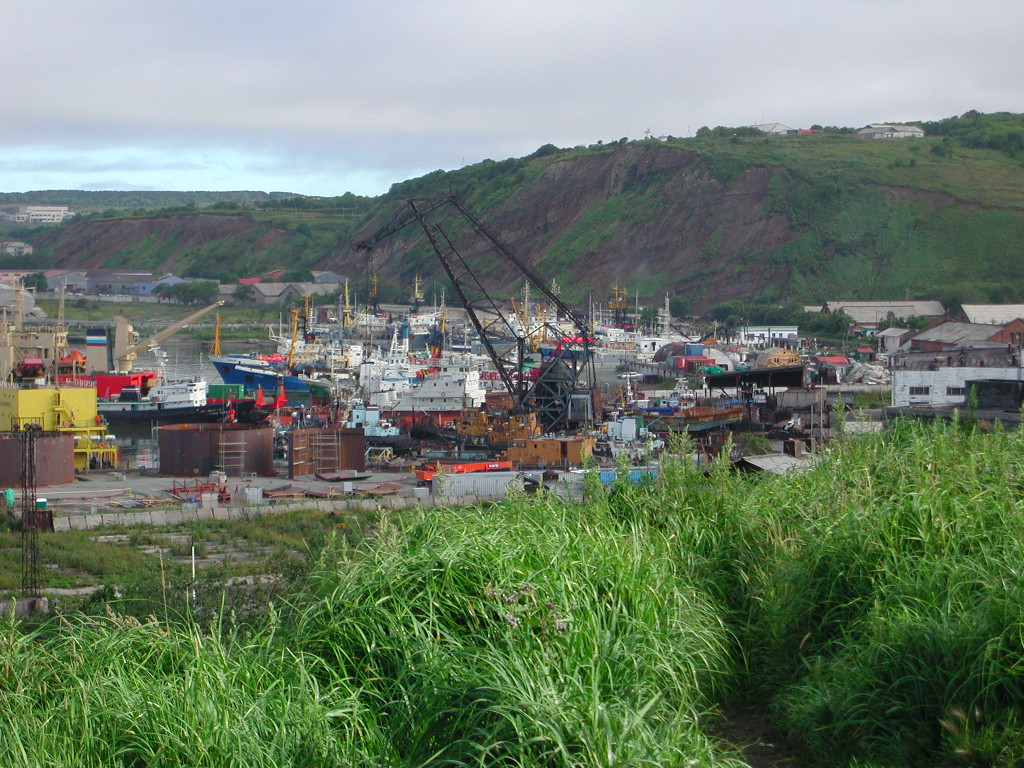
コルサコフ港（2003年8月撮影）

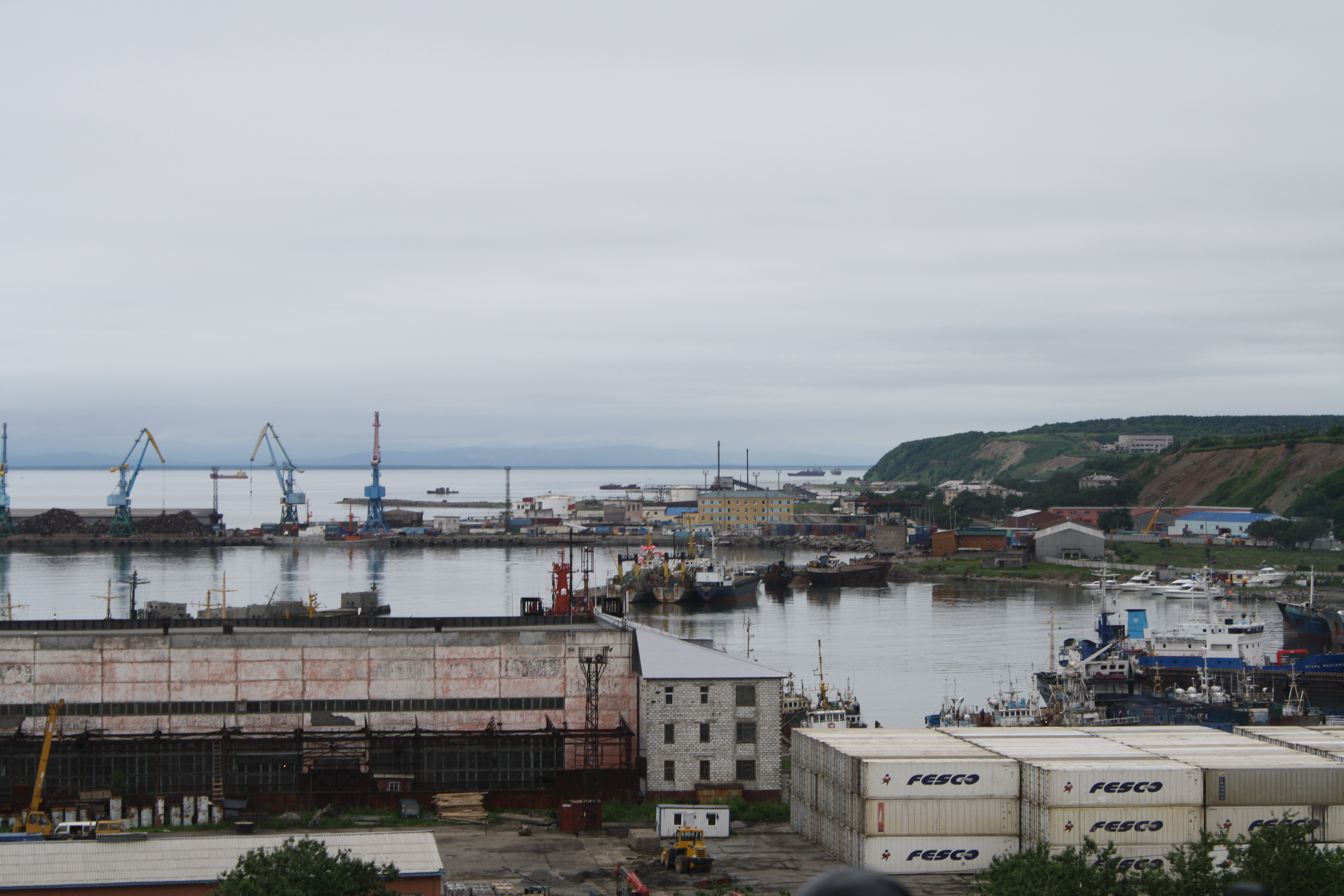
コルサコフ港とアニワ湾

| コルサコフ（1991～2020）の気候 | コルサコフ（1991～2020）の気候 | コルサコフ（1991～2020）の気候 | コルサコフ（1991～2020）の気候 | コルサコフ（1991～2020）の気候 | コルサコフ（1991～2020）の気候 | コルサコフ（1991～2020）の気候 | コルサコフ（1991～2020）の気候 | コルサコフ（1991～2020）の気候 | コルサコフ（1991～2020）の気候 | コルサコフ（1991～2020）の気候 | コルサコフ（1991～2020）の気候 | コルサコフ（1991～2020）の気候 | コルサコフ（1991～2020）の気候 |
| 月                             | 1月                            | 2月                            | 3月                            | 4月                            | 5月                            | 6月                            | 7月                            | 8月                            | 9月                            | 10月                           | 11月                           | 12月                           | 年                             |
| ------------------------------ | ------------------------------ | ------------------------------ | ------------------------------ | ------------------------------ | ------------------------------ | ------------------------------ | ------------------------------ | ------------------------------ | ------------------------------ | ------------------------------ | ------------------------------ | ------------------------------ | ------------------------------ |
| 最高気温記録 °C （°F）         | 5.4 (41.7)                     | 4.8 (40.6)                     | 9.7 (49.5)                     | 16.0 (60.8)                    | 23.9 (75)                      | 25.1 (77.2)                    | 28.4 (83.1)                    | 29.2 (84.6)                    | 25.1 (77.2)                    | 21.0 (69.8)                    | 14.2 (57.6)                    | 8.0 (46.4)                     | 29.2 (84.6)                    |
| 日平均気温 °C （°F）           | −9.1 (15.6)                    | −8.9 (16)                      | −3.9 (25)                      | 1.8 (35.2)                     | 6.7 (44.1)                     | 11.1 (52)                      | 15.2 (59.4)                    | 17.1 (62.8)                    | 14.4 (57.9)                    | 8.2 (46.8)                     | 0.6 (33.1)                     | −6.1 (21)                      | 3.9 (39)                       |
| 最低気温記録 °C （°F）         | −26.1 (−15)                    | −25.8 (−14.4)                  | −23.5 (−10.3)                  | −11.5 (11.3)                   | −4.8 (23.4)                    | −0.5 (31.1)                    | 4.5 (40.1)                     | 7.5 (45.5)                     | −0.2 (31.6)                    | −4.7 (23.5)                    | −14.9 (5.2)                    | −18 (0)                        | −26.1 (−15)                    |
| 降水量 mm （inch）             | 35 (1.38)                      | 33 (1.3)                       | 38 (1.5)                       | 48 (1.89)                      | 54 (2.13)                      | 52 (2.05)                      | 90 (3.54)                      | 115 (4.53)                     | 91 (3.58)                      | 80 (3.15)                      | 68 (2.68)                      | 48 (1.89)                      | 752 (29.62)                    |
| [ 要出典 ]                     |                                |                                |                                |                                |                                |                                |                                |                                |                                |                                |                                |                                |                                |

## 歴史

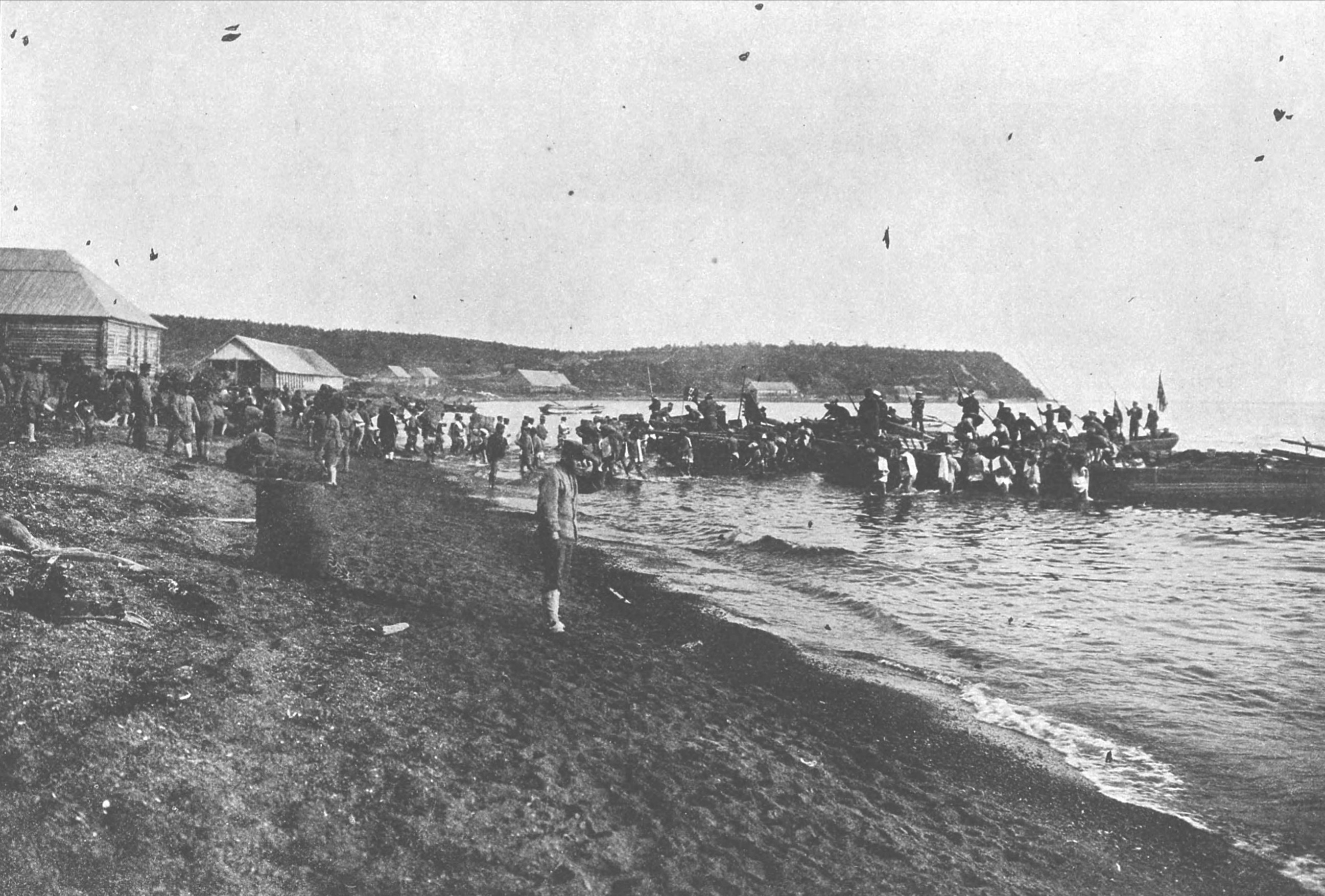
コルサコフ（当時の地名はポロアントマリ）に上陸する日本軍

- もとは先住民族のアイヌの居住する土地であり、ポロアントマリ（大きな港）と呼んだ。
- 1679年 - 松前藩の穴陣屋が久春古丹（大泊町楠渓）に設けられ、日本の漁場としての開拓が始まる。
- 1853年 - ロシア軍が、この地に軍事施設を建設する。
- 1875年 - 千島樺太交換条約により、ロシア領となる。
- 1905年 - ポーツマス条約により、日本領となる。日本語による名称は大泊。
- 1945年 - 日ソ中立条約を破棄して侵攻してきたソ連軍（赤軍）により占領される。
- 1946年 - ソ連によりコルサコフと改称される。
- 1952年 - サンフランシスコ講和条約において、日本国は条約国に対して北緯50度以南の南樺太を放棄したが、放棄後の帰属について取り決めはなかった（ただし、旧ソ連はサンフランシスコ講和条約に参加していない[2] ）。

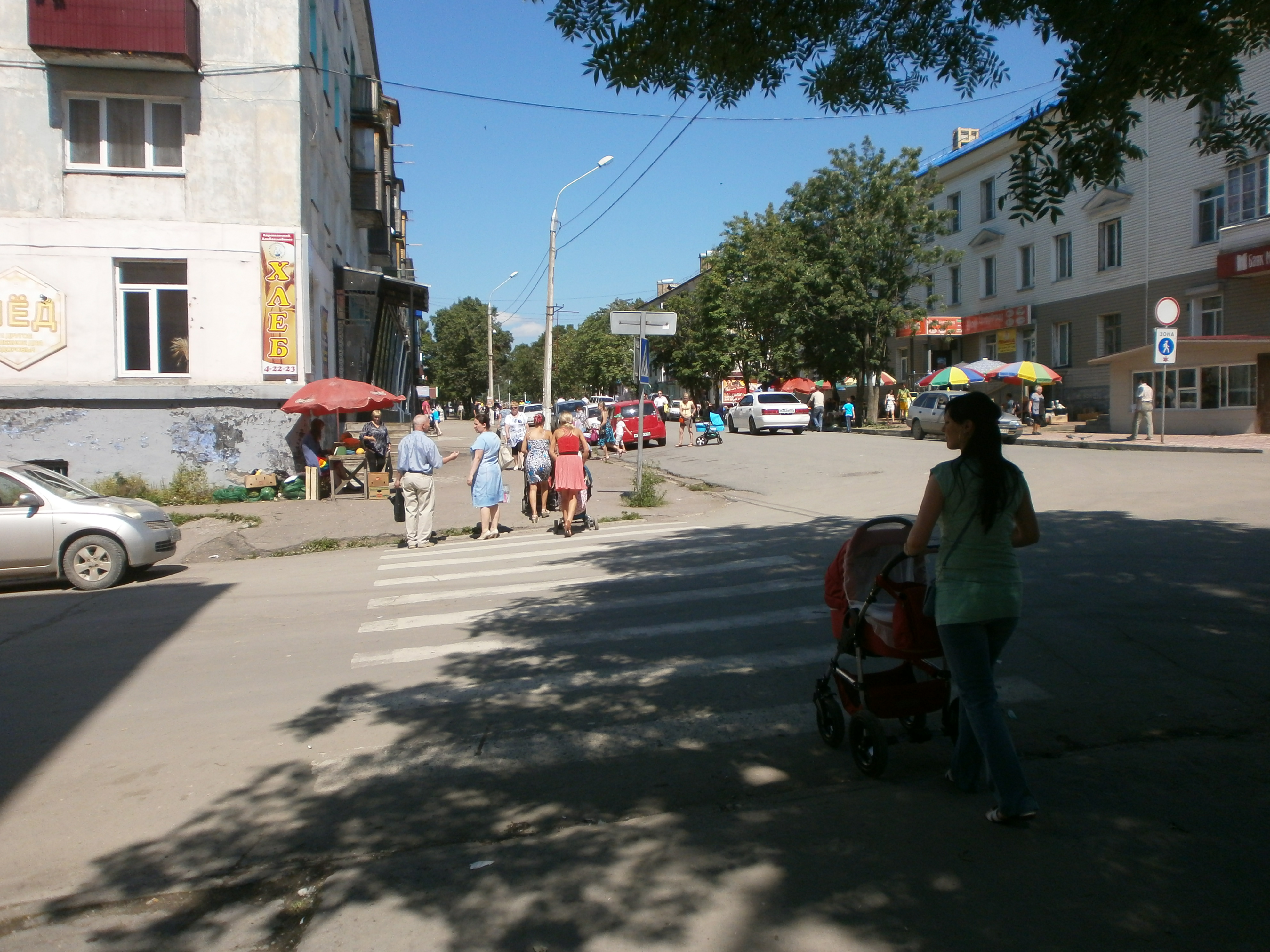
コルサコフの町並み

## 姉妹都市・友好都市
- 紋別市（日本北海道）
  - 1991年4月8日姉妹都市提携。
- 稚内市（日本北海道）
  - 1991年7月2日姉妹都市提携。
- 庄内町（日本山形県東田川郡）

## 交通・宿泊

### 鉄道・バス路線
ユジノサハリンスクとの間に日本時代に建設された鉄道があり、ロシア鉄道により毎日1往復、土日は2往復の旅客運行が行われている。2019年に軌間をロシア本土と同じ1520mmに拡幅する工事が完了した。

コルサコフとユジノサハリンスク間の主な交通手段は、約30分に1本運行され、42kmの距離を所要時間が約40分で結ぶ路線バス（系統番号115）である。コルサコフバスターミナルは街の中心にあり、港からは2kmほど離れている。また、ユジノサハリンスクでは、駅前から発車する。

### 船舶
- 2015年までは、ハートランドフェリーが、アインス宗谷を使用して、戦前の稚泊連絡船と同じ航路を、週およそ2回運航（ただし冬季は運休）していた。運賃は、往復割引を使用すると往復で40000円であった。採算面の理由で2015年限りで運航を終了[4]。日本側は航路継続に向け第三セクターを設立し、2016年はロシアの船舶会社の用船により、日本とロシアが経費を負担する形で7月から9月まで運航する予定であると報じられた[5]。最終的に、2016年は8月1日から9月16日までサハリン船舶会社の用船により運航された[6]。2018年の運航は危ぶまれていたが、サハリン州が赤字分を補填する形で運航が決定した。2019年に運航を休止。

- ロシアが実効支配している千島列島のうち北方四島との間は、サハリンクリル海運の貨客船「イゴール・ファルハトディノフ」号で結ばれている。この船は、稚内行フェリーと同じターミナルから月曜日に出帆、火曜日に択捉島、水曜日に色丹島ならびに国後島に寄港、木曜日にコルサコフ帰着、金曜日にコルサコフ発、土曜日に国後島と色丹島、日曜日に択捉島に寄港、月曜日にコルサコフに戻るというスケジュールで、3月～12月まで運航する。日本国籍者も乗船できるが、乗船には、ロシアのビザのほか、上陸希望の島に有効な通行許可証をあらかじめユジノサハリンスクで取得しておく必要がある。なお、この方法で北方諸島に渡航することは、北方領土においてロシアの主権に服する行為であるとして内閣が1989年以来「自粛」を要請している。

### ホテル
市内に「アルファ」という名前のホテルがあり、外国人も宿泊できる。